# يوسف جابر
يوسف جابر ناصر الحمادي (25 فبراير 1985) لاعب كرة قدم إماراتي لعب سابقاً مع منتخب الإمارات الوطني وسبق له أن لعب مع منتخب الإماراتي الأولمبي وكان كابتن المنتخب الأولمبي ونادي بني ياس ونادي شباب الأهلي ويلعب كمدافع ويلعب في الأهلي كجناح أيسر وضمه برونو ميتسو إلى المنتخب الوطني قبل بداية كأس آسيا نظرا لمواهبه وغيابات بالمنتخب الوطني وسجل مع نادييه بني ياس هدف في مرمى العين ومع منتخبه الوطني هدف في مرمى البحرين والهدف الثاني في مرمى كوريا الشمالية.

## روابط خارجية
- يوسف جابر على موقع الاتحاد الدولي (مؤرشف)  (الإنجليزية)
- يوسف جابر على موقع ناشيونال فوتبول تيمز (الإنجليزية)
- يوسف جابر على موقع Soccerway.com (الإنجليزية)
- يوسف جابر على موقع عالم كرة القدم.نت (الإنجليزية)
- يوسف جابر على موقع كووورة